# Draba arctica
Espèce
Classification phylogénétique
Draba arctica est une espèce de plantes à fleurs herbacées du genre Draba que l'on trouve dans les régions arctiques du nord de la Scandinavie et de l'île de Spitzberg. Elle a été découverte et décrite par Jens Vahl (1796-1854).

## Synonymes
- Draba ostenfeldii Ekman
- Draba arctica ssp. arctica J. Vahl
- Draba arctica ssp. ostenfeldii (Ekman) Böcher ex Kartesz & Gandhi
- Draba arctica ssp. ostenfeldii var. ostenfeldii (Ekman) Kartesz & Gandhi
- Draba arctica ssp. ostenfeldii var. ovibovina Ekman
- Draba arctica var. ostenfeldii (Ekman) Kartesz & Gandhi
- Draba arctica var. ovibovina Ekman